# Municipio de Comfort
El municipio de Comfort (en inglés: Comfort Township) es un municipio ubicado en el condado de Kanabec en el estado estadounidense de Minnesota. En el año 2010 tenía una población de 1078 habitantes y una densidad poblacional de 11,55 personas por km².

## Geografía
El municipio de Comfort se encuentra ubicado en las coordenadas 45°51′35″N 93°12′24″O / 45.85972, -93.20667. Según la Oficina del Censo de los Estados Unidos, el municipio tiene una superficie total de 93.3 km², de la cual 91,83 km² corresponden a tierra firme y (1,58 %) 1,47 km² es agua.

## Demografía
Según el censo de 2010, había 1078 personas residiendo en el municipio de Comfort. La densidad de población era de 11,55 hab./km². De los 1078 habitantes, el municipio de Comfort estaba compuesto por el 98,98 % blancos, el 0,09 % eran amerindios, el 0,46 % eran asiáticos, el 0,09 % eran de otras razas y el 0,37 % eran de una mezcla de razas. Del total de la población el 0,74 % eran hispanos o latinos.